# Hidromesclador
Un hidromesclador o proporcionador és un dispositiu que, en una línia de mànegues, aspira l'escumogen i l'incorpora al flux d'aigua per a produir escuma contra incendis. La seva principal funció és dosificar el líquid escumogen en el percentatge adequat en funció del tipus d'escumogen triat i el producte objecte de protecció. Els percentatges de mescla aplicats a la línia d'aigua solen oscil·lar entre l'1% i el 6%. El funcionament de l'equip es basa en un estrenyiment a la línia d'aigua generant un augment de la velocitat de pas en aquest punt, la qual cosa fa disminuir la pressió del fluid, i per l'efecte venturi l'equip succioni el líquid escumogen.
L'hidromesclador provoca una pèrdua de càrrega d'un 30% de la pressió d'alimentació, per aquest motiu la pressió usual de funcionament del proporcionador ha d'estar entre 5 i 8 bar.

## Tipus
Els proporcionadors poden ser portàtils, estar integrats en el vehicle de bombers, o en una instal·lació fixa d'extinció.

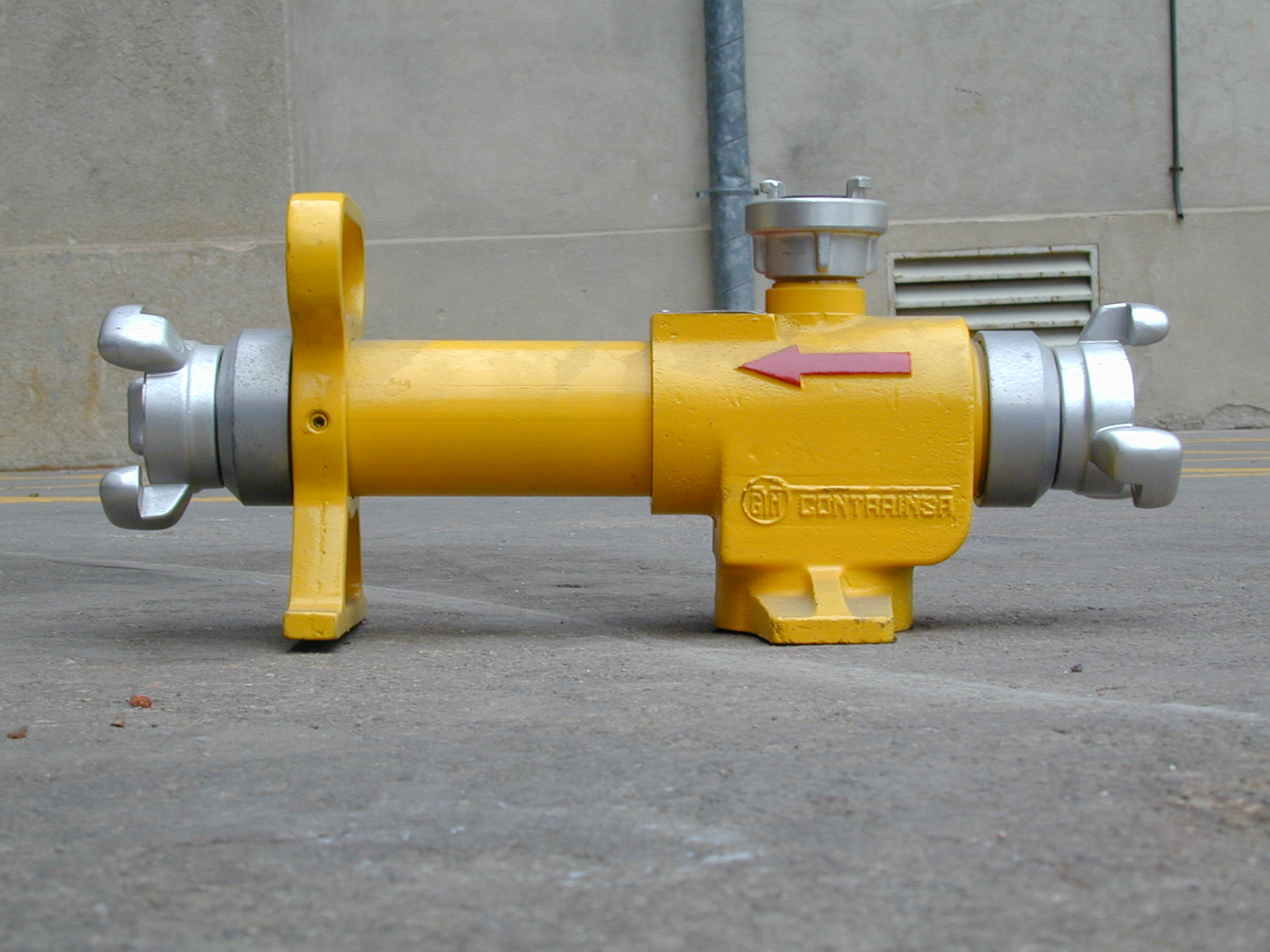
Hidromesclador portàtil

Els proporcionadors portàtils solen ser de 200 ó 400 l/min. També n'hi ha de cabal variable, de 140 a 1.000 l/min.

## Utilització
L'hidromesclador portàtil s'intercala en la línia de mànegues, amb la fletxa que porta pintada en el mateix sentit que el flux d'aigua; es gradua el dosificador a la proporció requerida per a l'operació; s'acobla la mànega d'aspiració a l'hidromesclador i l'altre extrem s'introdueix al dipòsit d'escumogen.